# Villa Foscarini Erizzo
Villa Foscarini, poi Erizzo è una villa veneta situata a Pontelongo, in provincia di Padova, dal tardo XIX secolo sede del Comune di Pontelongo.

## Descrizione
L'edificio, dalla facciata neoclassica, ha il prospetto rivolto alla sponda destra del fiume Bacchiglione, parzialmente coperto dal rialzo arginale dovuto al ponte che collega la parte settentrionale a quella meridionale dell'abitato.

## Storia
Eretta presumibilmente nella seconda metà del XVI secolo dai Foscarini, famiglia della nobiltà veneziana di San Stae, ne era originariamente la residenza estiva. Del complesso, costituito dall'edificio domenicale, da due barchesse che lo cingevano lateralmente, è scomparso nei rifacimenti del tempo il brolo e il giardino settecentesco. L'attuale aspetto è dovuto alle ultime ristrutturazioni volute da Andrea Erizzo.
Qui morì Marco Foscarini, doge e storico, e visse a lungo il suo segretario, lo scrittore e poeta Gasparo Gozzi.